# Національна театральна школа Греції
Національна театральна школа Греції (драматична школа GNT ) була заснована в 1930 році, з того часу, коли вона працювала в тандемі з Національним театром Греції .  
За свою 75-річну історію ряд її випускників стали основними акторами та зірками Національного театру. 
Колишні учні драматичної школи включають Димитріса Горна, Мері Vasso Manolidou, Vasso Manolidou, Нікос Цогіас, Меліна Меркурі, Thanos Kotsopoulos, Alexis Solomos, Stelios Vokovic, Нікос Куркулос, Анна Синодіноу та Зоцо Зарпа . 
Багато з них продовжували викладати в школі, яка завжди славилася надзвичайно високим рівнем свого викладання. Інші великі імена, які викладали в школі, включають Димитріса Рондіріса, Катіну Паксіну, Такіса Takis Mouzenidis, Ангелос Терзакіс, Антігона Валакоу, Тассос Лігнадіс, Giannis Sideris, Еміліос Гурмузіос та інші. 

## Дослідження
Мета театральній студії-підготовка і служити керівництвом для молодих людей, які мають намір увійти в акторській професії. Курс триває три роки і безкоштовно. Його класи приходять на три категорії: 
- Акторській майстерності навчають професійні актори та режисери. У ньому є три вчителі на рік.
- Теорія драматології, історія театру, сучасна грецька література та історія кіно викладаються фахівцями з кожного предмету
- Технічні танці та гімнастика, танцювальний та виразний рух, грецькі танці, сценічна боротьба, музичне тренування мовлення, театральна пісня та постановка, костюм та макіяж викладаються в кожному з трьох років. [2]

Школа розташована в Піреосі 52, 185 47, Нео Фаліро - Пірей, у нещодавно відремонтованій будівлі "Scholion tis Athinas - Irini Papa". 

## Зовнішні посилання
- Офіційний сайт Національного театру Греції